# Edzard Jacob Clant
Edzard Jacob Clant van Nijenstein (Bremen, 5 juni 1584 - Zandeweer, 6 augustus 1648) was een Nederlandse landjonker uit Groningen en hoofdeling tot Nyenstein op Zandeweer.

## Leven en werk
Clant was een zoon van Egbert Clant en Gratia Rengers. Na de latijnse school in Bremen en in Groningen te hebben bezocht ging hij rechten studeren aan de Universiteit van Franeker. In de periode 1606 tot 1610 reisde hij door Europa. Daarna werd hij Raad van de Ommelanden. Namens de Ommelanden was hij in 1618 en 1619 lid van de Staten-Generaal en nam hij als politiek commissaris deel aan de Synode van Dordrecht. Hij was medeoprichter van de West-Indische Compagnie en gedurende twintig jaar directeur van deze compagnie. In de periode van 1624 tot 1631 maakte hij wederom deel uit van de Staten-Generaal. Vervolgens werd hij gedeputeerde van Groningen.
In Groningen woonde hij op de door hem in 1627 gekochte borg Scheltkema in Zandeweer. Na een verbouwing in 1633 werd de borg door hem hernoemd in Nijenstein (ook Scheltkema-Nijenstein). Clant was tweemaal gehuwd. In 1616 trouwde hij met Susanna van Eewse en in 1629 met Bauwina Coenders van Helpen. Zijn eerste huwelijk bleef kinderloos en uit zijn tweede huwelijk werden zes kinderen geboren. Hij overleed in augustus 1648 64-jarige leeftijd op zijn borg Nijenstein in Zandeweer. Hij was een oom van Adriaan Clant.

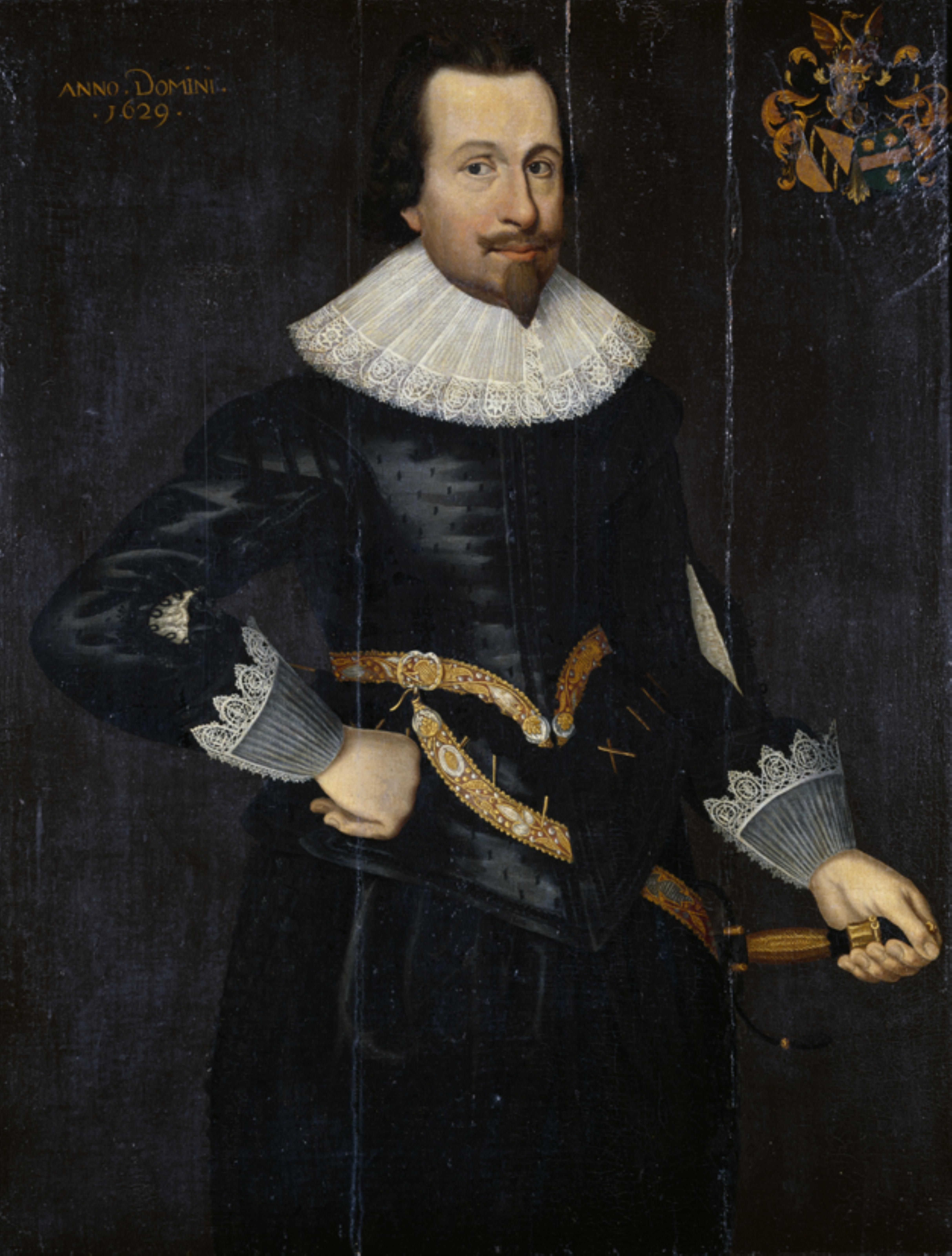
Edzard Jacob Clant in 1629

- Biografisch Portaal: 95905541
- International Standard Name Identifier: 0000 0003 8777 4406
- Nederlandse Thesaurus van Auteursnamen: 290936063
- Virtual International Authority File: 280824774
- WorldCat: E39PBJjhB6RdkWrDfT9B6PChHC